# Лоранс Андретто
Лоранс Андретто (фр. Laurence Andretto; нар. 14 травня 1973) — колишня французька тенісистка.
Найвищу одиночну позицію світового рейтингу — 132 місце досягла 1 березня 1999, парну — 338 місце — 6 грудня 1999 року.
Здобула 6 одиночних титулів туру ITF.
Найвищим досягненням на турнірах Великого шолома було 2 коло в одиночному розряді.
Завершила кар'єру 2002 року.

## Фінали ITF

### Одиночний розряд (6–2)
| Легенда          |
| ---------------- |
| турніри $100,000 |
| турніри $75,000  |
| турніри $50,000  |
| турніри $25,000  |
| турніри $10,000  |

| Результат | Ранг | Дата             | Турнір                 | Покриття   | Суперниця       | Рахунок       |
| --------- | ---- | ---------------- | ---------------------- | ---------- | --------------- | ------------- |
| Перемога  | 1.   | 5 жовтня 1992    | Дублін, Ірландія       | Ґрунт      | Габі Горенгель  | 1–6, 6–3, 6–3 |
| Перемога  | 2.   | 15 березня 1993  | Реймс, Франція         | Ґрунт      | Марція Гроссі   | 6–1, 6–2      |
| Перемога  | 3.   | 6 травня 1996    | Сантандер, Іспанія     | Ґрунт      | Елена Сальвадор | 6–2, 4–6, 7–6 |
| Поразка   | 4.   | 3 листопада 1996 | Стокгольм, Швеція      | Тверде     | Яна Поспішилова | 4–6, 6–1, 2–6 |
| Перемога  | 5.   | 16 березня 1998  | Реймс, Франція         | Ґрунт      | Зузана Валекова | 6–2, 6–1      |
| Перемога  | 6.   | 17 жовтня 1999   | Велін, Велика Британія | Тверде (i) | Паула Ерміда    | 6–0, 6–3      |
| Поразка   | 7.   | 22 квітня 2001   | Желос, Франція         | Ґрунт      | Селін Бейгбедер | 2–6, 2–6      |
| Перемога  | 8.   | 11 серпня 2002   | Ріміні, Італія         | Ґрунт      | Кароліна Шпрем  | 7–5, 6–4      |